# Флавицкий, Константин Дмитриевич
Константи́н Дми́триевич Флави́цкий (13 [25] сентября 1830, Москва — 3 [15] сентября 1866, Санкт-Петербург) — русский живописец, последователь «романтического академизма», яркая фигура в петербургской живописи первого пореформенного десятилетия, ученик Фёдора Бруни и последователь Карла Брюллова; мастер исторической картины и церковный декоратор, создатель знаменитого полотна «Смерть княжны Таракановой», также работал как портретист и график-иллюстратор. Почётный вольный общник (с 1863) и профессор (с 1864) Императорской Академии художеств.

## Биография
Уроженец Москвы; сын чиновника департамента Государственного контроля, по службе переведённого в Петербург. После смерти отца в 1839 году, вместе со старшим братом Иваном был определён в Дом воспитания бедных детей у Николо-Богоявленского собора, где и проявил наклонности к живописи. При содействии архитектора Петра Таманского, своего дяди по материнской линии, Константин Флавицкий был зачислен пенсионером Общества поощрения художников и с 1847 года посещал рисовальную школу при последнем; в следующем 1848 году он поступил в Академию художеств и стал в ней учеником профессора Фёдора Бруни. 
За время обучения в Академии Флавицкий был удостоен медалями: малой и большой серебряными за рисунки и этюды с натуры (в 1852 и 1853), малой золотой за написанную по конкурсу картину «Суд Соломона» (в 1854); в 1855-м окончил академический курс со званием художника с правом на чин XIV класса и с большой золотой медалью, присужденной ему за исполнение программы «Дети Иакова продают своего брата, Иосифа». В 1856 году, по праву медалиста, отправился в Италию в составе группы пенсионеров Академии.
Вернулся в Россию в 1862 году. В следующем году был признан почётным вольным общником Академии за исполненную в Риме колоссальную картину «Христианские мученики в Колизее» (заказ президента Академии герцогини Лейхтенбергской; впоследствии принадлежала братьям художника, была продана в 1882 году в собственность Академии художеств, с 1897 года в Русском музее). На академической выставке 1864 года находилась картина Флавицкого «Смерть княжны Таракановой», доставившая ему звание профессора и обратившая на него внимание знатоков искусства и публики как на первоклассного художника.
Но талантливому живописцу не суждено было ознаменовать свою деятельность другими замечательными произведениями. Уже в то время, когда он трудился над «Княжной Таракановой», его здоровье было сильно подорвано чахоткой, зародившейся в Италии и развившейся в петербургском климате. Надеясь найти спасение от болезни на юге Европы, он собирался ехать туда, но прежде чем успел отправиться в путь, умер. 
Был похоронен на Смоленском православном кладбище; в 1936 году останки были перенесены в Александро-Невскую лавру на Тихвинское кладбище — Некрополь мастеров искусств с установкой нового памятника (прежний памятник на Смоленском кладбище к тому времени был уже утрачен).

## Галерея

Примеры работ К. Д. Флавицкого
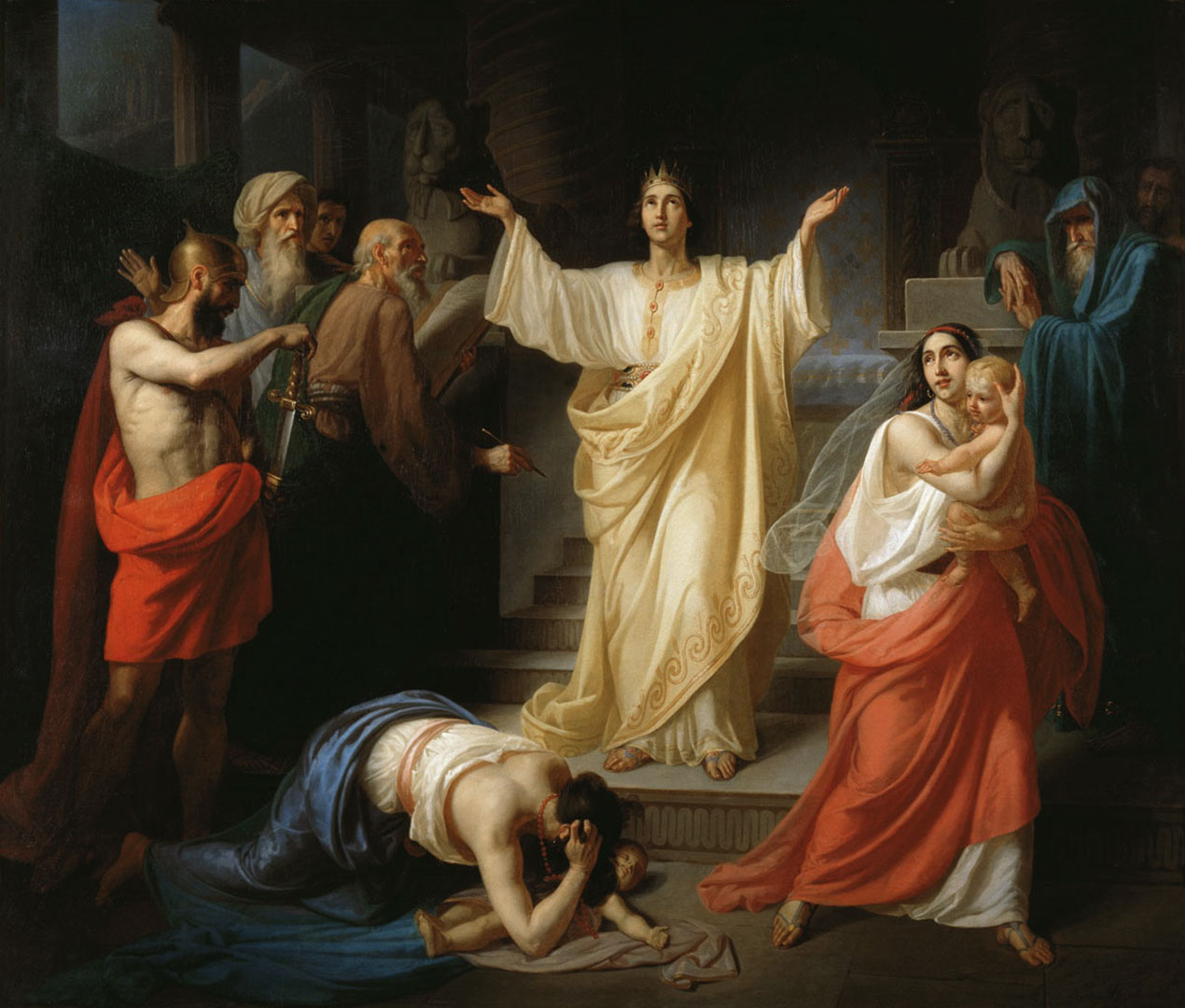
Суд Соломона
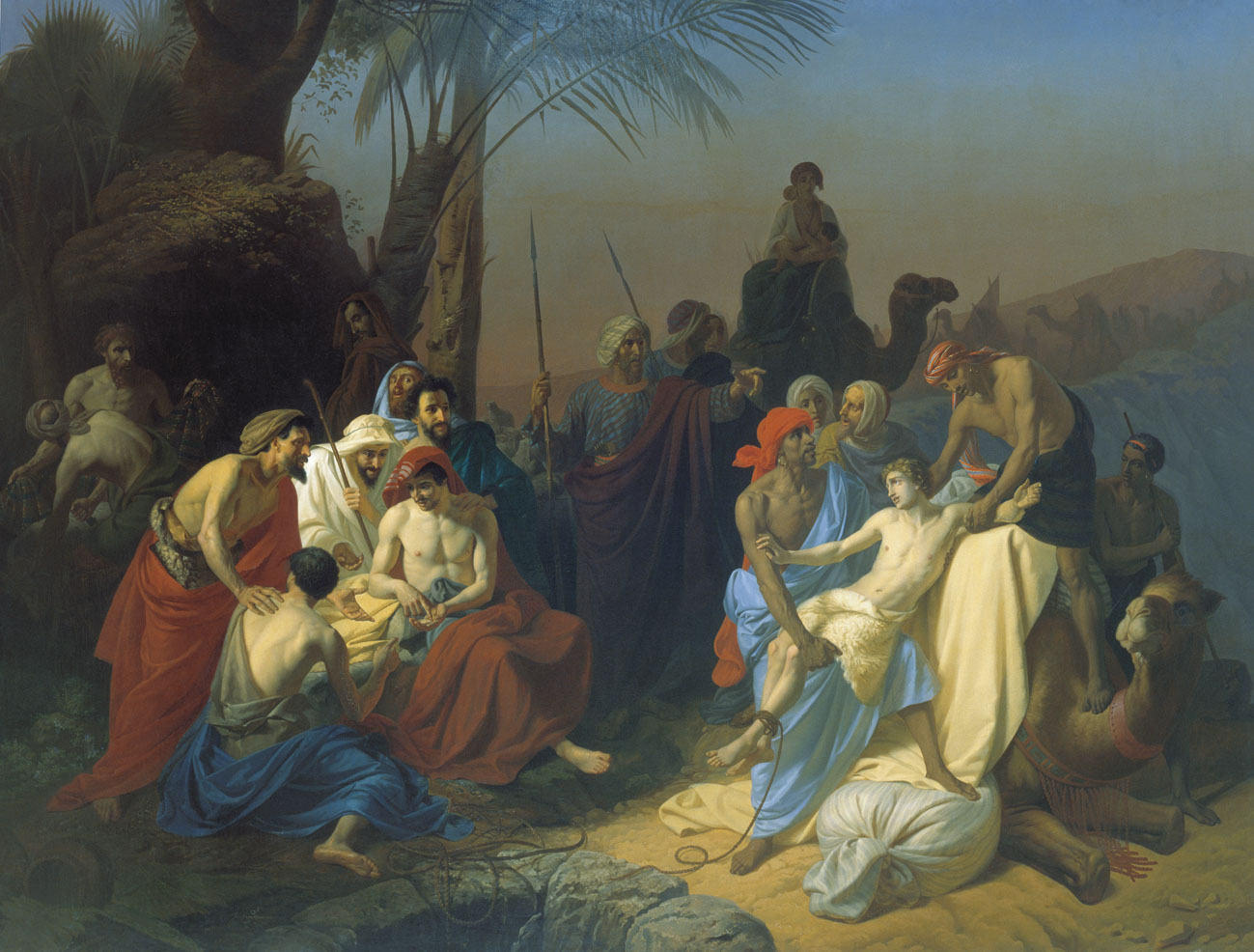
Дети Иакова продают своего брата Иосифа
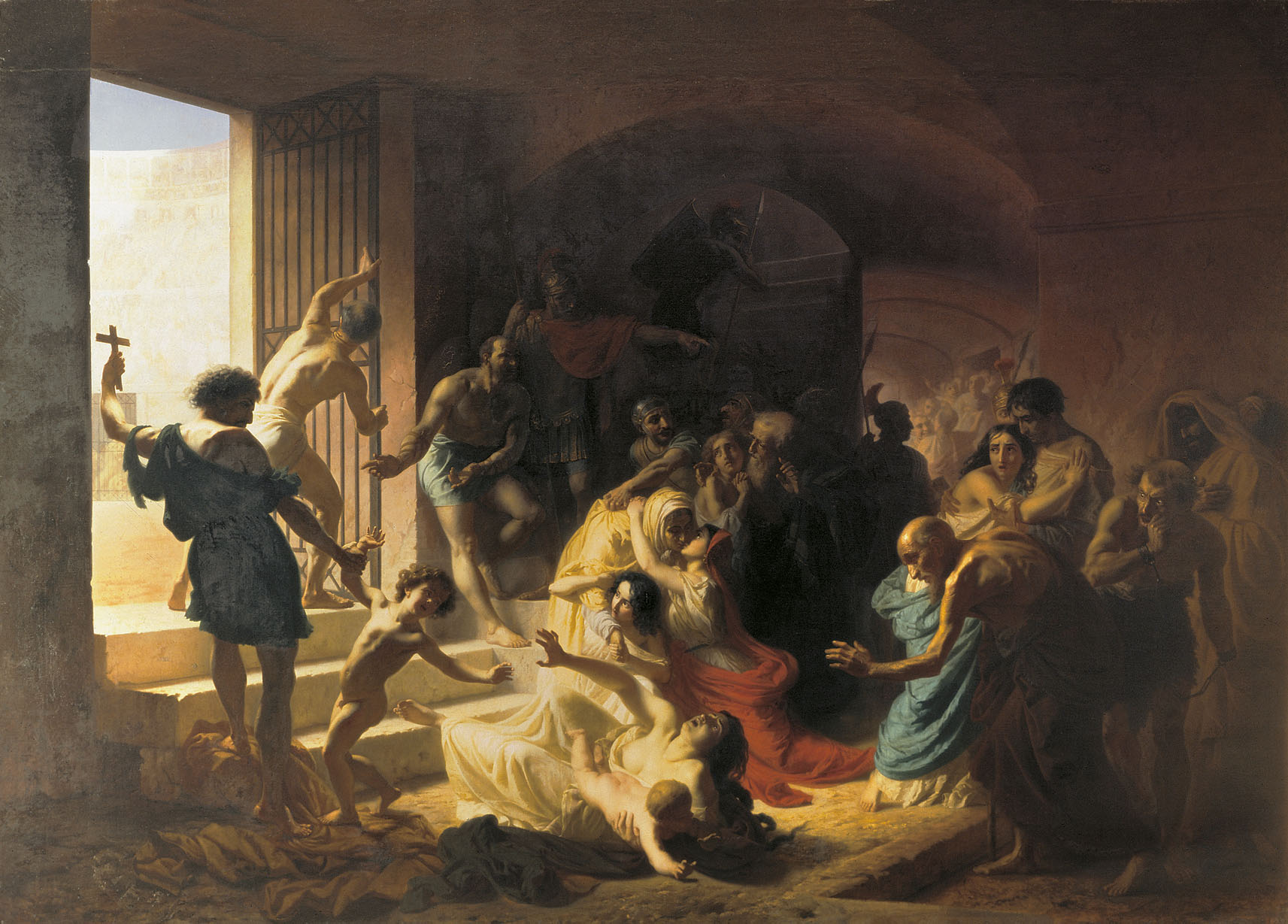
Христианские мученики в Колизее
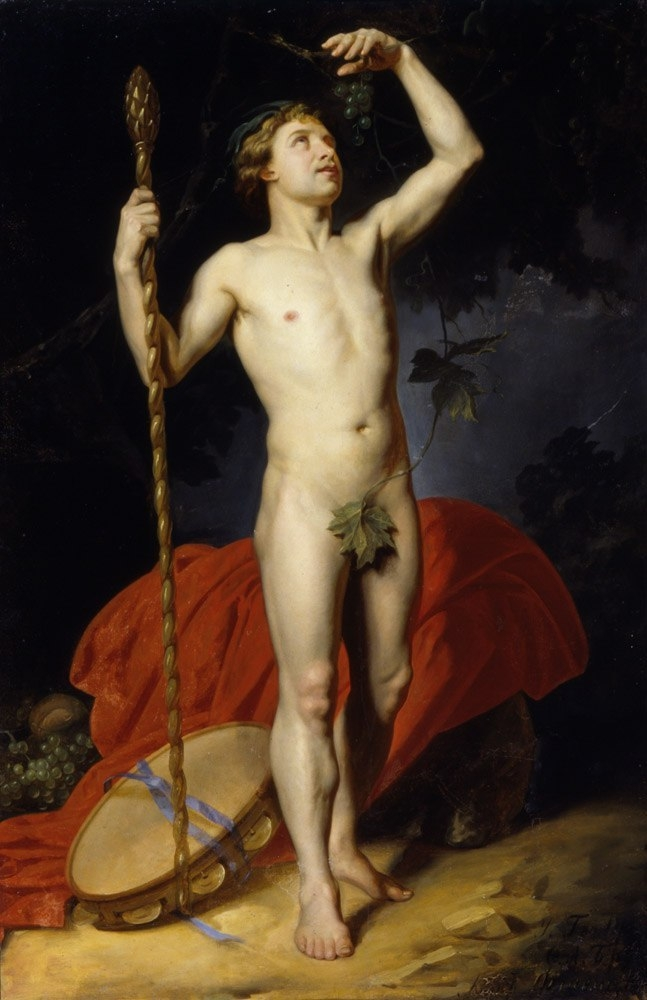
Вакх
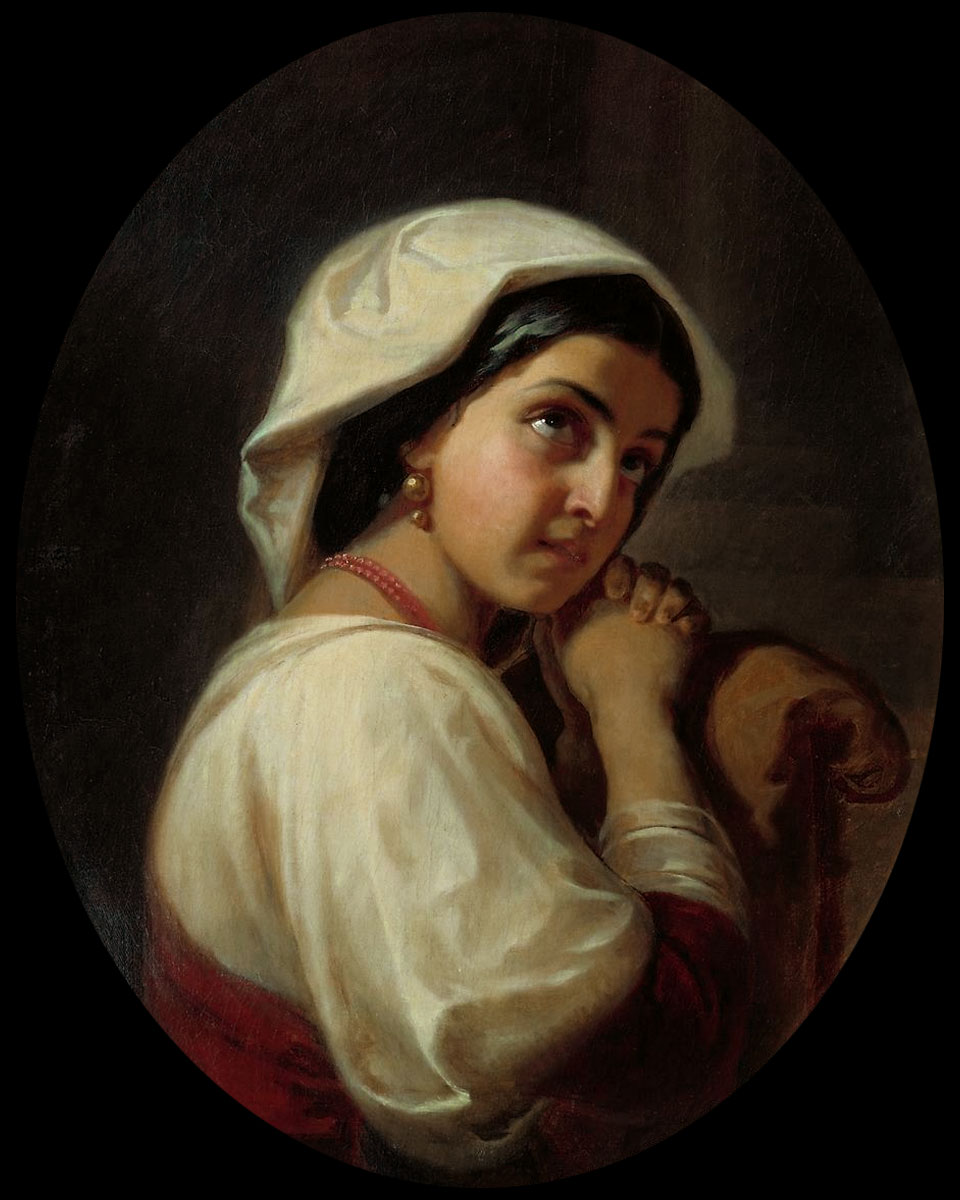
Итальянка
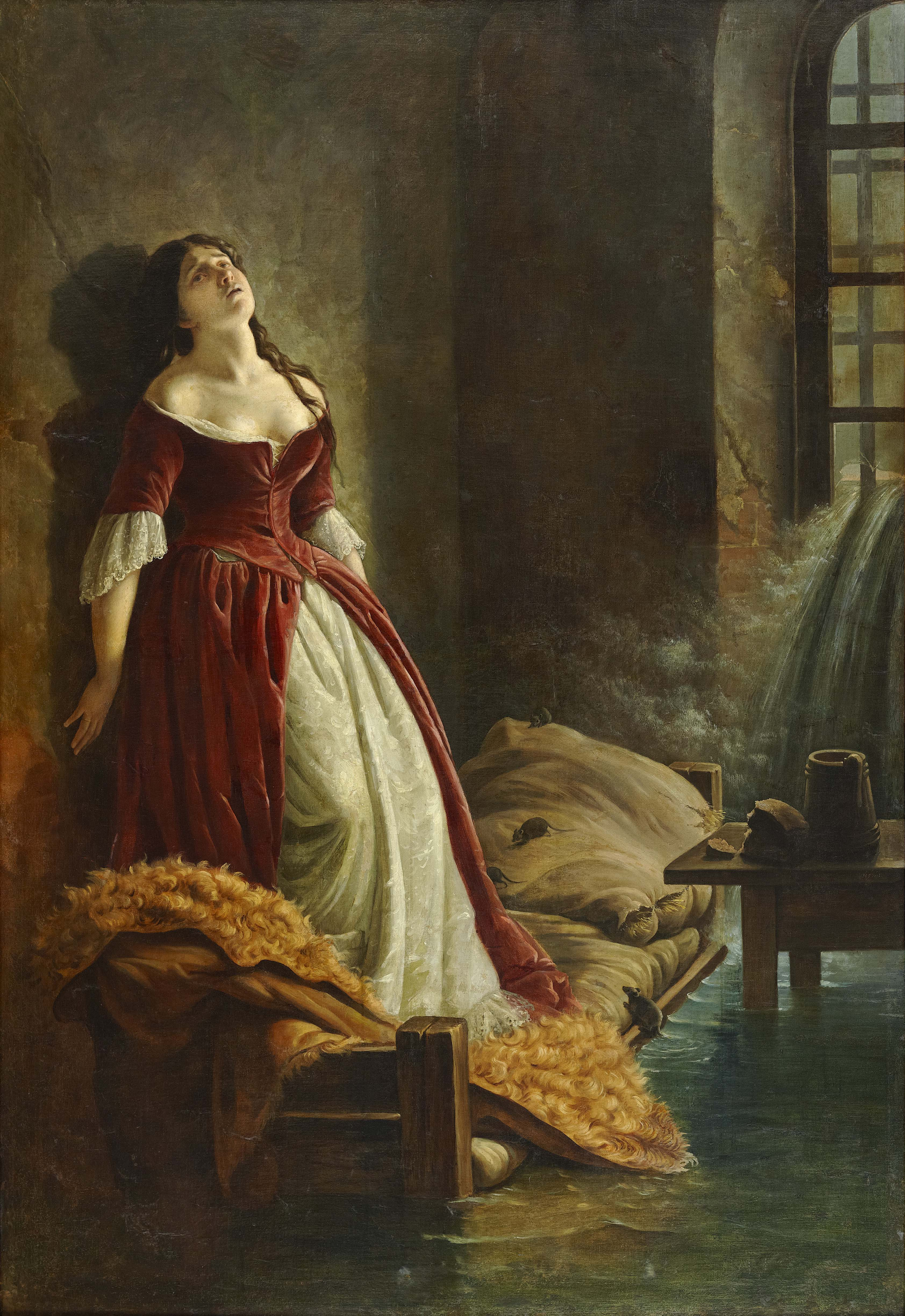
Княжна Тараканова (1862)